# Gerard Callenburghklasse
De Gerard Callenburghklasse was een serie van vier torpedobootjagers, die door de Koninklijke Marine kort voor de Tweede Wereldoorlog besteld waren onder het akkoord over het Vlootplan Deckers. Ten tijde van de Duitse inval waren de schepen nog in aanbouw.

## Schepen
- Isaac Sweers (1941-1942)
- Gerard Callenburgh (in Duitse dienst: 1942-1944)
- Tjerk Hiddes
- Philips van Almonde

## Levensloop
De Isaac Sweers was ten tijde van de Duitse inval in de afbouwfase en werd onvoltooid naar Engeland gesleept. Het schip is in Engeland afgebouwd en op 29 mei 1941 in dienst gesteld. De Isaac Sweers werd op 13 november 1942 voor de Noord-Afrikaanse kust getorpedeerd en tot zinken gebracht. Van de 194 opvarenden werden er 108 vermist.
De Gerard Callenburgh werd, net als de Tjerk Hiddes, op 15 mei 1940 door marine- en werfpersoneel tot zinken gebracht. Op 14 juli werd het schip door de Duitsers gelicht, hersteld en afgebouwd voor de Kriegsmarine. Op 11 oktober 1942 werd het schip als ZH-1 (ZH = Zerstörer Holland) in dienst werd genomen. Op 28 december 1943 was de jager in gevecht met Britse kruisers in de Golf van Biskaje. Op 9 juni 1944 werd het schip in Het Kanaal op 20 mijl ten noordwesten van Ile de Batz door geallieerde torpedobootjagers tot zinken gebracht.
De Tjerk Hiddes zou als ZH-2 worden afgebouwd, maar het schip was daarvoor te zwaar beschadigd. De restanten werden in 1942 gesloopt.
De Philips van Almonde werd in Vlissingen op de werf opgeblazen en is door de Duitsers gesloopt. Het schip zou als ZH-3 bij de Duitsers in dienst worden genomen, maar bleek te zwaar beschadigd voor afbouw.

## Details
De Isaac Sweers werd in Engeland afgebouwd en daar verwapend, omdat de vuurleidingsapparatuur voor de (Bofors-)kanonnen niet beschikbaar was. Het schip werd voorzien van zes kanonnen van 102 mm in drie dubbeltorens, vier van 40 mm in twee dubbelopstellingen en acht van 12,7 mm in twee opstellingen (2×4). De Sweers was verder voorzien van acht torpedobuizen (2×4) van 53,3 cm, vier dieptebomwerpers en twee dieptebomrekken. De machinegeweren van 12,7 mm werden later vervangen door vier Oerlikonkanonnen van 20 mm.
De Gerard Callenburgh werd in Duitse dienst voorzien van vijf kanonnen van 120 mm, vier van 37 mm en vier van 20 mm, acht torpedobuizen (2×4), vier dieptebomwerpers en 24 mijnen. De bemanning telde 157 in plaats van 180 koppen.
De schepen zouden oorspronkelijk ook een vliegtuig aan boord kunnen meenemen maar hebben deze nooit gekregen.
De voortstuwingsinstallatie voor deze schepen werd besteld, afgeleverd, maar pas na de oorlog gebruikt in de jagers van de Hollandklasse.